# Interlands Schots voetbalelftal 2010-2019
Deze pagina toont een chronologisch en gedetailleerd overzicht van de interlands die het Schots voetbalelftal speelde in de periode 2010 – 2019.

## Interlands

### 2010
|                                                              |                 |       |          |                                                                                |
| 3 maart Vriendschappelijk № 692 «onderlinge duels» 20:00 uur | Schotland       | 1 – 0 | Tsjechië | Hampden Park, Glasgow Toeschouwers: 26.530 Scheidsrechter: Fredy Fautrel (FRA) |
| 3 maart Vriendschappelijk № 692 «onderlinge duels» 20:00 uur | Scott Brown 62' |       |          | Hampden Park, Glasgow Toeschouwers: 26.530 Scheidsrechter: Fredy Fautrel (FRA) |

|                                                                  |                                                         |       |           |                                                                                  |
| 11 augustus Vriendschappelijk № 693 «onderlinge duels» 18:00 uur | Zweden                                                  | 3 – 0 | Schotland | Rasundastadion, Solna Toeschouwers: 25.249 Scheidsrechter: Gianluca Rocchi (ITA) |
| 11 augustus Vriendschappelijk № 693 «onderlinge duels» 18:00 uur | Zlatan Ibrahimović 4' Emir Bajrami 39' Ola Toivonen 56' |       |           | Rasundastadion, Solna Toeschouwers: 25.249 Scheidsrechter: Gianluca Rocchi (ITA) |

|                                                                        |          |       |           |                                                                                                |
| 3 september EK-kwalificatie Groep I № 694 «onderlinge duels» 19:15 uur | Litouwen | 0 – 0 | Schotland | S. Dariaus- en S. Girėnostadion, Kaunas Toeschouwers: 6.539 Scheidsrechter: Cüneyt Çakır (TUR) |
| 3 september EK-kwalificatie Groep I № 694 «onderlinge duels» 19:15 uur |          |       |           | S. Dariaus- en S. Girėnostadion, Kaunas Toeschouwers: 6.539 Scheidsrechter: Cüneyt Çakır (TUR) |

|                                                                        |                                      |       |                 |                                                                                  |
| 7 september EK-kwalificatie Groep I № 695 «onderlinge duels» 20:00 uur | Schotland                            | 2 – 1 | Liechtenstein   | Hampden Park, Glasgow Toeschouwers: 37.050 Scheidsrechter: Viktor Sjvetsov (UKR) |
| 7 september EK-kwalificatie Groep I № 695 «onderlinge duels» 20:00 uur | Kenny Miller 63' Steve McManus 90+6' |       | 47' Mario Frick | Hampden Park, Glasgow Toeschouwers: 37.050 Scheidsrechter: Viktor Sjvetsov (UKR) |

|                                                                      |                  |       |           |                                                                              |
| 8 oktober EK-kwalificatie Groep I № 696 «onderlinge duels» 19:15 uur | Tsjechië         | 1 – 0 | Schotland | Synot Tip Arena, Praag Toeschouwers: 16.800 Scheidsrechter: Ivan Bebek (CRO) |
| 8 oktober EK-kwalificatie Groep I № 696 «onderlinge duels» 19:15 uur | Roman Hubnik 69' |       |           | Synot Tip Arena, Praag Toeschouwers: 16.800 Scheidsrechter: Ivan Bebek (CRO) |

|                                                                       |                                             |       |                                                                 |                                                                                  |
| 12 oktober EK-kwalificatie Groep I № 697 «onderlinge duels» 20:00 uur | Schotland                                   | 2 – 3 | Spanje                                                          | Hampden Park, Glasgow Toeschouwers: 51.322 Scheidsrechter: Massimo Busacca (SUI) |
| 12 oktober EK-kwalificatie Groep I № 697 «onderlinge duels» 20:00 uur | Steven Naismith 58' Gerard Piqué 66' (e.d.) |       | 44' (pen.) David Villa 55' Andrés Iniesta 79' Fernando Llorente | Hampden Park, Glasgow Toeschouwers: 51.322 Scheidsrechter: Massimo Busacca (SUI) |

|                                                                  |                                                    |       |         |                                                                                       |
| 16 november Vriendschappelijk № 698 «onderlinge duels» 19:00 uur | Schotland                                          | 3 – 0 | Faeröer | Pittodrie Stadium, Aberdeen Toeschouwers: 10.873 Scheidsrechter: Pol van Boekel (NED) |
| 16 november Vriendschappelijk № 698 «onderlinge duels» 19:00 uur | Danny Wilson 24' Kris Commons 30' Jamie Mackie 45' |       |         | Pittodrie Stadium, Aberdeen Toeschouwers: 10.873 Scheidsrechter: Pol van Boekel (NED) |

### 2011
|                                                           |               |                                                      |           |                                                                                |
| 9 februari Nations Cup № 699 «onderlinge duels» 20:45 uur | Noord-Ierland | 0 – 3                                                | Schotland | Avivastadion, Dublin Toeschouwers: 18.742 Scheidsrechter: Tomas Connolly (IRL) |
| 9 februari Nations Cup № 699 «onderlinge duels» 20:45 uur |               | 19' Kenny Miller 32' James McArthur 51' Kris Commons |           | Avivastadion, Dublin Toeschouwers: 18.742 Scheidsrechter: Tomas Connolly (IRL) |

|                                                               |                              |       |           |                                                                                 |
| 27 maart Vriendschappelijk № 700 «onderlinge duels» 15:00 uur | Brazilië                     | 2 – 0 | Schotland | Emirates Stadium, Londen Toeschouwers: 53.087 Scheidsrechter: Howard Webb (ENG) |
| 27 maart Vriendschappelijk № 700 «onderlinge duels» 15:00 uur | Neymar 42' Neymar 77' (pen.) |       |           | Emirates Stadium, Londen Toeschouwers: 53.087 Scheidsrechter: Howard Webb (ENG) |

|                                                       |                     |       |                                                          |                                                                                |
| 25 mei Nations Cup № 701 «onderlinge duels» 20:45 uur | Wales               | 1 – 3 | Schotland                                                | Avivastadion, Dublin Toeschouwers: 6.036 Scheidsrechter: Raymond Crangle (NIR) |
| 25 mei Nations Cup № 701 «onderlinge duels» 20:45 uur | Robert Earnshaw 36' |       | 56' James Morrison 65' Kenny Miller 71' Christophe Berra | Avivastadion, Dublin Toeschouwers: 6.036 Scheidsrechter: Raymond Crangle (NIR) |

|                                                       |                  |       |           |                                                                             |
| 29 mei Nations Cup № 702 «onderlinge duels» 18:30 uur | Ierland          | 1 – 0 | Schotland | Avivastadion, Dublin Toeschouwers: 17.694 Scheidsrechter: Mark Whitby (WAL) |
| 29 mei Nations Cup № 702 «onderlinge duels» 18:30 uur | Robbie Keane 23' |       |           | Avivastadion, Dublin Toeschouwers: 17.694 Scheidsrechter: Mark Whitby (WAL) |

|                                                                  |                                               |       |                       |                                                                             |
| 10 augustus Vriendschappelijk № 703 «onderlinge duels» 20:45 uur | Schotland                                     | 2 – 1 | Denemarken            | Hampden Park, Glasgow Toeschouwers: 17.582 Scheidsrechter: Marco Borg (MLT) |
| 10 augustus Vriendschappelijk № 703 «onderlinge duels» 20:45 uur | William Kvist 22' (e.d.) Robert Snodgrass 44' |       | 31' Christian Eriksen | Hampden Park, Glasgow Toeschouwers: 17.582 Scheidsrechter: Marco Borg (MLT) |

|                                                                        |                                      |       |                                              |                                                                             |
| 3 september EK-kwalificatie Groep I № 704 «onderlinge duels» 15:00 uur | Schotland                            | 2 – 2 | Tsjechië                                     | Hampden Park, Glasgow Toeschouwers: 51.457 Scheidsrechter: Kevin Blom (NED) |
| 3 september EK-kwalificatie Groep I № 704 «onderlinge duels» 15:00 uur | Kenny Miller 45' Darren Fletcher 82' |       | 78' Jaroslav Plašil 90' (pen.) Michal Kadlec | Hampden Park, Glasgow Toeschouwers: 51.457 Scheidsrechter: Kevin Blom (NED) |

|                                                                        |                     |       |          |                                                                                     |
| 6 september EK-kwalificatie Groep I № 705 «onderlinge duels» 20:00 uur | Schotland           | 1 – 0 | Litouwen | Hampden Park, Glasgow Toeschouwers: 34.071 Scheidsrechter: Kristinn Jakobsson (ISL) |
| 6 september EK-kwalificatie Groep I № 705 «onderlinge duels» 20:00 uur | Steven Naismith 50' |       |          | Hampden Park, Glasgow Toeschouwers: 34.071 Scheidsrechter: Kristinn Jakobsson (ISL) |

|                                                                      |               |                         |           |                                                                                    |
| 8 oktober EK-kwalificatie Groep I № 706 «onderlinge duels» 18:30 uur | Liechtenstein | 0 – 1                   | Schotland | Rheinparkstadion, Vaduz Toeschouwers: 5.636 Scheidsrechter: Tom Harald Hagen (NOR) |
| 8 oktober EK-kwalificatie Groep I № 706 «onderlinge duels» 18:30 uur |               | 32' Craig Mackail-Smith |           | Rheinparkstadion, Vaduz Toeschouwers: 5.636 Scheidsrechter: Tom Harald Hagen (NOR) |

|                                                                       |                                                |       |                             |                                                                                                 |
| 11 oktober EK-kwalificatie Groep I № 707 «onderlinge duels» 20:45 uur | Spanje                                         | 3 – 1 | Schotland                   | Estadio José Rico Pérez, Alicante Toeschouwers: 24.896 Scheidsrechter: Stefan Johannesson (SWE) |
| 11 oktober EK-kwalificatie Groep I № 707 «onderlinge duels» 20:45 uur | David Silva 6' David Silva 44' David Villa 54' |       | 66' (pen.) David Goodwillie | Estadio José Rico Pérez, Alicante Toeschouwers: 24.896 Scheidsrechter: Stefan Johannesson (SWE) |

|                                                                  |                        |       |                                   |                                                                                          |
| 11 november Vriendschappelijk № 708 «onderlinge duels» 18:00 uur | Cyprus                 | 1 – 2 | Schotland                         | Antonis Papadopoulosstadion, Larnaca Toeschouwers: 1.500 Scheidsrechter: Meir Levi (ISR) |
| 11 november Vriendschappelijk № 708 «onderlinge duels» 18:00 uur | Demetris Christofi 59' |       | 23' Kenny Miller 56' Jamie Mackie | Antonis Papadopoulosstadion, Larnaca Toeschouwers: 1.500 Scheidsrechter: Meir Levi (ISR) |

### 2012
|                                                                  |                 |       |                      |                                                                                     |
| 29 februari Vriendschappelijk № 709 «onderlinge duels» 20:45 uur | Slovenië        | 1 – 1 | Schotland            | Bonifikastadion, Koper Toeschouwers: 4.000 Scheidsrechter: Aleksandar Stavrev (MKD) |
| 29 februari Vriendschappelijk № 709 «onderlinge duels» 20:45 uur | Andraž Kirm 33' |       | 39' Christophe Berra | Bonifikastadion, Koper Toeschouwers: 4.000 Scheidsrechter: Aleksandar Stavrev (MKD) |

|                                                             |                                                                                                |       |                          |                                                                                       |
| 26 mei Vriendschappelijk № 710 «onderlinge duels» 20:00 uur | Verenigde Staten                                                                               | 5 – 1 | Schotland                | EverBank Field, Jacksonville Toeschouwers: 44.438 Scheidsrechter: Elmer Bonilla (ESA) |
| 26 mei Vriendschappelijk № 710 «onderlinge duels» 20:00 uur | Landon Donovan 3' Michael Bradley 11' Landon Donovan 60' Landon Donovan 65' Jermaine Jones 70' |       | 15' (e.d.) Geoff Cameron | EverBank Field, Jacksonville Toeschouwers: 44.438 Scheidsrechter: Elmer Bonilla (ESA) |

|                                                                  |                                                                |       |                    |                                                                                    |
| 15 augustus Vriendschappelijk № 711 «onderlinge duels» 20:00 uur | Schotland                                                      | 3 – 1 | Australië          | Easter Road, Edinburgh Toeschouwers: 11.110 Scheidsrechter: Tom Harald Hagen (NOR) |
| 15 augustus Vriendschappelijk № 711 «onderlinge duels» 20:00 uur | Jordan Rhodes 28' Jason Davidson 63' (e.d.) Ross McCormack 76' |       | 18' Mark Bresciano | Easter Road, Edinburgh Toeschouwers: 11.110 Scheidsrechter: Tom Harald Hagen (NOR) |

|                                                                        |           |       |        |                                                                                 |
| 8 september WK-kwalificatie Groep A № 712 «onderlinge duels» 16:00 uur | Schotland | 0 – 0 | Servië | Hampden Park, Glasgow Toeschouwers: 47.369 Scheidsrechter: Jonas Eriksson (SWE) |
| 8 september WK-kwalificatie Groep A № 712 «onderlinge duels» 16:00 uur |           |       |        | Hampden Park, Glasgow Toeschouwers: 47.369 Scheidsrechter: Jonas Eriksson (SWE) |

|                                                                         |                  |       |                     |                                                                                  |
| 11 september WK-kwalificatie Groep A № 713 «onderlinge duels» 20:00 uur | Schotland        | 1 – 1 | Macedonië           | Hampden Park, Glasgow Toeschouwers: 32.430 Scheidsrechter: Sergej Karasjov (RUS) |
| 11 september WK-kwalificatie Groep A № 713 «onderlinge duels» 20:00 uur | Kenny Miller 43' |       | 11' Nikolče Noveski | Hampden Park, Glasgow Toeschouwers: 32.430 Scheidsrechter: Sergej Karasjov (RUS) |

|                                                                       |                                        |       |                    |                                                                                        |
| 12 oktober WK-kwalificatie Groep A № 714 «onderlinge duels» 20:45 uur | Wales                                  | 2 – 1 | Schotland          | Cardiff City Stadium, Cardiff Toeschouwers: 23.249 Scheidsrechter: Florian Meyer (GER) |
| 12 oktober WK-kwalificatie Groep A № 714 «onderlinge duels» 20:45 uur | Gareth Bale 81' (pen.) Gareth Bale 90' |       | 28' James Morrison | Cardiff City Stadium, Cardiff Toeschouwers: 23.249 Scheidsrechter: Florian Meyer (GER) |

|                                                                       |                                           |       |           |                                                                                              |
| 16 oktober WK-kwalificatie Groep A № 715 «onderlinge duels» 20:30 uur | België                                    | 2 – 0 | Schotland | Koning Boudewijnstadion, Brussel Toeschouwers: 44.142 Scheidsrechter: Tom Harald Hagen (NOR) |
| 16 oktober WK-kwalificatie Groep A № 715 «onderlinge duels» 20:30 uur | Christian Benteke 69' Vincent Kompany 71' |       |           | Koning Boudewijnstadion, Brussel Toeschouwers: 44.142 Scheidsrechter: Tom Harald Hagen (NOR) |

|                                                                  |                 |       |                                     |                                                                                          |
| 14 november Vriendschappelijk № 716 «onderlinge duels» 18:00 uur | Luxemburg       | 1 – 2 | Schotland                           | Stade Josy Barthel, Luxemburg Toeschouwers: 2.521 Scheidsrechter: Cyril Zimmermann (SUI) |
| 14 november Vriendschappelijk № 716 «onderlinge duels» 18:00 uur | Lars Gerson 47' |       | 11' Jordan Rhodes 23' Jordan Rhodes | Stade Josy Barthel, Luxemburg Toeschouwers: 2.521 Scheidsrechter: Cyril Zimmermann (SUI) |

### 2013
|                                                                 |                     |       |         |                                                                                       |
| 6 februari Vriendschappelijk № 717 «onderlinge duels» 20:45 uur | Schotland           | 1 – 0 | Estland | Pittodrie Stadium, Aberdeen Toeschouwers: 16.102 Scheidsrechter: Clément Turpin (FRA) |
| 6 februari Vriendschappelijk № 717 «onderlinge duels» 20:45 uur | Charles Mulgrew 39' |       |         | Pittodrie Stadium, Aberdeen Toeschouwers: 16.102 Scheidsrechter: Clément Turpin (FRA) |

|                                                                     |                    |       |                                      |                                                                                  |
| 22 maart WK-kwalificatie Groep A № 718 «onderlinge duels» 20:00 uur | Schotland          | 1 – 2 | Wales                                | Hampden Park, Glasgow Toeschouwers: 39.365 Scheidsrechter: Anthony Gautier (FRA) |
| 22 maart WK-kwalificatie Groep A № 718 «onderlinge duels» 20:00 uur | Grant Hanley 45+2' |       | 72' Aaron Ramsey 74' Hal Robson-Kanu | Hampden Park, Glasgow Toeschouwers: 39.365 Scheidsrechter: Anthony Gautier (FRA) |

|                                                                     |                                     |       |           |                                                                                   |
| 26 maart WK-kwalificatie Groep A № 719 «onderlinge duels» 20:00 uur | Servië                              | 2 – 0 | Schotland | Karadjordjestadion, Novi Sad Toeschouwers: 7.000 Scheidsrechter: István Vad (HUN) |
| 26 maart WK-kwalificatie Groep A № 719 «onderlinge duels» 20:00 uur | Filip Đuričić 60' Filip Đuričić 65' |       |           | Karadjordjestadion, Novi Sad Toeschouwers: 7.000 Scheidsrechter: István Vad (HUN) |

|                                                                   |         |                      |           |                                                                                    |
| 7 juni WK-kwalificatie Groep A № 720 «onderlinge duels» 20:00 uur | Kroatië | 0 – 1                | Schotland | Maksimirstadion, Zagreb Toeschouwers: 28.000 Scheidsrechter: David Fernández (ESP) |
| 7 juni WK-kwalificatie Groep A № 720 «onderlinge duels» 20:00 uur |         | 26' Robert Snodgrass |           | Maksimirstadion, Zagreb Toeschouwers: 28.000 Scheidsrechter: David Fernández (ESP) |

|                                                                  |                                                       |       |                                     |                                                                                |
| 14 augustus Vriendschappelijk № 721 «onderlinge duels» 21:00 uur | Engeland                                              | 3 – 2 | Schotland                           | Wembley Stadium, Londen Toeschouwers: 80.485 Scheidsrechter: Felix Brych (GER) |
| 14 augustus Vriendschappelijk № 721 «onderlinge duels» 21:00 uur | Theo Walcott 29' Danny Welbeck 53' Rickie Lambert 70' |       | 11' James Morrison 49' Kenny Miller | Wembley Stadium, Londen Toeschouwers: 80.485 Scheidsrechter: Felix Brych (GER) |

|                                                                        |           |                                      |        |                                                                                    |
| 6 september WK-kwalificatie Groep A № 722 «onderlinge duels» 20:00 uur | Schotland | 0 – 2                                | België | Hampden Park, Glasgow Toeschouwers: 36.000 Scheidsrechter: Paolo Tagliavento (ITA) |
| 6 september WK-kwalificatie Groep A № 722 «onderlinge duels» 20:00 uur |           | 38' Steven Defour 89' Kevin Mirallas |        | Hampden Park, Glasgow Toeschouwers: 36.000 Scheidsrechter: Paolo Tagliavento (ITA) |

|                                                                         |                     |       |                                   |                                                                                  |
| 10 september WK-kwalificatie Groep A № 723 «onderlinge duels» 20:30 uur | Macedonië           | 1 – 2 | Schotland                         | Philip II Arena, Skopje Toeschouwers: 14.093 Scheidsrechter: Fredy Fautrel (FRA) |
| 10 september WK-kwalificatie Groep A № 723 «onderlinge duels» 20:30 uur | Jovan Kostovski 84' |       | 60' Ikechi Anya 89' Shaun Maloney | Philip II Arena, Skopje Toeschouwers: 14.093 Scheidsrechter: Fredy Fautrel (FRA) |

|                                                                       |                                          |       |         |                                                                                 |
| 15 oktober WK-kwalificatie Groep A № 724 «onderlinge duels» 20:00 uur | Schotland                                | 2 – 0 | Kroatië | Hampden Park, Glasgow Toeschouwers: 30.172 Scheidsrechter: Ovidiu Haţegan (ROM) |
| 15 oktober WK-kwalificatie Groep A № 724 «onderlinge duels» 20:00 uur | Robert Snodgrass 28' Steven Naismith 73' |       |         | Hampden Park, Glasgow Toeschouwers: 30.172 Scheidsrechter: Ovidiu Haţegan (ROM) |

|                                                                  |           |       |                  |                                                                                 |
| 15 november Vriendschappelijk № 725 «onderlinge duels» 20:05 uur | Schotland | 0 – 0 | Verenigde Staten | Hampden Park, Glasgow Toeschouwers: 21.079 Scheidsrechter: Michael Oliver (ENG) |
| 15 november Vriendschappelijk № 725 «onderlinge duels» 20:05 uur |           |       |                  | Hampden Park, Glasgow Toeschouwers: 21.079 Scheidsrechter: Michael Oliver (ENG) |

|                                                                  |           |                 |           |                                                                                   |
| 19 november Vriendschappelijk № 726 «onderlinge duels» 19:00 uur | Noorwegen | 0 – 1           | Schotland | Akerstadion, Molde Toeschouwers: 9.751 Scheidsrechter: Markus Strömbergsson (SWE) |
| 19 november Vriendschappelijk № 726 «onderlinge duels» 19:00 uur |           | 61' Scott Brown |           | Akerstadion, Molde Toeschouwers: 9.751 Scheidsrechter: Markus Strömbergsson (SWE) |

### 2014
|                                                    |       |                 |           |                                                                                    |
| 5 maart Vriendschappelijk № 727 «onderlinge duels» | Polen | 0 – 1           | Schotland | Nationaal Stadion, Warschau Toeschouwers: 41.652 Scheidsrechter: Alain Bieri (SUI) |
| 5 maart Vriendschappelijk № 727 «onderlinge duels» |       | 77' Scott Brown |           | Nationaal Stadion, Warschau Toeschouwers: 41.652 Scheidsrechter: Alain Bieri (SUI) |

|                                                             |                                                  |       |                                    |                                                                               |
| 28 mei Vriendschappelijk № 728 «onderlinge duels» 20:00 uur | Schotland                                        | 2 – 2 | Nigeria                            | Craven Cottage, Londen Toeschouwers: 20.156 Scheidsrechter: Lee Probert (ENG) |
| 28 mei Vriendschappelijk № 728 «onderlinge duels» 20:00 uur | Charlie Mulgrew 10' Azubuike Egwuekwe 52' (e.d.) |       | 41' Michael Uchebo 90' Uche Nwofor | Craven Cottage, Londen Toeschouwers: 20.156 Scheidsrechter: Lee Probert (ENG) |

|                                                                |                                     |       |                 |                                                                                          |
| 7 september EK-kwalificatie № 729 «onderlinge duels» 20:45 uur | Duitsland                           | 2 – 1 | Schotland       | Signal Iduna Park, Dortmund Toeschouwers: 60.209 Scheidsrechter: Svein Oddvar Moen (NOR) |
| 7 september EK-kwalificatie № 729 «onderlinge duels» 20:45 uur | Thomas Müller 18' Thomas Müller 70' |       | 66' Ikechi Anya | Signal Iduna Park, Dortmund Toeschouwers: 60.209 Scheidsrechter: Svein Oddvar Moen (NOR) |

|                                                                       |                           |       |         |                                                                                    |
| 11 oktober EK-kwalificatie Groep D № 730 «onderlinge duels» 18:00 uur | Schotland                 | 1 – 0 | Georgië | Ibrox Stadium, Glasgow Toeschouwers: 48.000 Scheidsrechter: Miroslav Zelinka (CZE) |
| 11 oktober EK-kwalificatie Groep D № 730 «onderlinge duels» 18:00 uur | Akaki Khubutia 28' (e.d.) |       |         | Ibrox Stadium, Glasgow Toeschouwers: 48.000 Scheidsrechter: Miroslav Zelinka (CZE) |

|                                                                       |                                             |       |                                       |                                                                                        |
| 14 oktober EK-kwalificatie Groep D № 731 «onderlinge duels» 20:45 uur | Polen                                       | 2 – 2 | Schotland                             | Nationaal Stadion, Warschau Toeschouwers: 55.197 Scheidsrechter: Alberto Undiano (ESP) |
| 14 oktober EK-kwalificatie Groep D № 731 «onderlinge duels» 20:45 uur | Krzysztof Mączyński 12' Arkadiusz Milik 76' |       | 18' Shaun Maloney 57' Steven Naismith | Nationaal Stadion, Warschau Toeschouwers: 55.197 Scheidsrechter: Alberto Undiano (ESP) |

|                                                              |                   |       |         |                                                                               |
| 14 november EK-kwalificatie Groep D № 732 «onderlinge duels» | Schotland         | 1 – 0 | Ierland | Celtic Park, Glasgow Toeschouwers: 60.000 Scheidsrechter: Milorad Mažić (SRB) |
| 14 november EK-kwalificatie Groep D № 732 «onderlinge duels» | Shaun Maloney 75' |       |         | Celtic Park, Glasgow Toeschouwers: 60.000 Scheidsrechter: Milorad Mažić (SRB) |

|                                                        |                      |       |                                                               |                                                                                |
| 18 november Vriendschappelijk № 733 «onderlinge duels» | Schotland            | 1 – 3 | Engeland                                                      | Celtic Park, Glasgow Toeschouwers: 49.526 Scheidsrechter: Jonas Eriksson (SWE) |
| 18 november Vriendschappelijk № 733 «onderlinge duels» | Andrew Robertson 83' |       | 32' Alex Oxlade-Chamberlain 47' Wayne Rooney 85' Wayne Rooney | Celtic Park, Glasgow Toeschouwers: 49.526 Scheidsrechter: Jonas Eriksson (SWE) |

### 2015
|                                                               |                      |       |               |                                                                                  |
| 25 maart Vriendschappelijk № 734 «onderlinge duels» 20:45 uur | Schotland            | 1 – 0 | Noord-Ierland | Hampden Park, Glasgow Toeschouwers: 30.000 Scheidsrechter: Martin Atkinson (ENG) |
| 25 maart Vriendschappelijk № 734 «onderlinge duels» 20:45 uur | Christophe Berra 85' |       |               | Hampden Park, Glasgow Toeschouwers: 30.000 Scheidsrechter: Martin Atkinson (ENG) |

|                                                                     | |       |                  |                                                                                     |
| 29 maart EK-kwalificatie Groep D № 735 «onderlinge duels» 18:00 uur | Schotland | 6 – 1 | Gibraltar        | Hampden Park, Glasgow Toeschouwers: 34.255 Scheidsrechter: Mattias Gestranius (FIN) |
| 29 maart EK-kwalificatie Groep D № 735 «onderlinge duels» 18:00 uur | Shaun Maloney 18' Steven Fletcher 29' Shaun Maloney 34' (pen.) Steven Naismith 39' Steven Fletcher 77' Steven Fletcher 90' |       | 20' Lee Casciaro | Hampden Park, Glasgow Toeschouwers: 34.255 Scheidsrechter: Mattias Gestranius (FIN) |

|                                                             |                  |       |       |                                                                                        |
| 5 juni Vriendschappelijk № 736 «onderlinge duels» 20:45 uur | Schotland        | 1 – 0 | Qatar | Easter Road, Edinburgh Toeschouwers: 14.270 Scheidsrechter: Sébastien Delferière (BEL) |
| 5 juni Vriendschappelijk № 736 «onderlinge duels» 20:45 uur | Matt Ritchie 41' |       |       | Easter Road, Edinburgh Toeschouwers: 14.270 Scheidsrechter: Sébastien Delferière (BEL) |

|                                                                    |                 |       |                   |                                                                                |
| 13 juni EK-kwalificatie Groep D № 737 «onderlinge duels» 18:00 uur | Ierland         | 1 – 1 | Schotland         | Avivastadion, Dublin Toeschouwers: 49.063 Scheidsrechter: Nicola Rizzoli (ITA) |
| 13 juni EK-kwalificatie Groep D № 737 «onderlinge duels» 18:00 uur | Jon Walters 38' |       | 47' Shaun Maloney | Avivastadion, Dublin Toeschouwers: 49.063 Scheidsrechter: Nicola Rizzoli (ITA) |

|                                                                        |                        |       |           |                                                                                            |
| 4 september EK-kwalificatie Groep D № 738 «onderlinge duels» 18:00 uur | Georgië                | 1 – 0 | Schotland | Boris Paitsjadzestadion, Tbilisi Toeschouwers: 56.512 Scheidsrechter: Ovidiu Haţegan (ROM) |
| 4 september EK-kwalificatie Groep D № 738 «onderlinge duels» 18:00 uur | Valeri Kazaisjvili 37' |       |           | Boris Paitsjadzestadion, Tbilisi Toeschouwers: 56.512 Scheidsrechter: Ovidiu Haţegan (ROM) |

|                                                                        |                                            |       |                                                        |                                                                                |
| 7 september EK-kwalificatie Groep D № 739 «onderlinge duels» 20:45 uur | Schotland                                  | 2 – 3 | Duitsland                                              | Hampden Park, Glasgow Toeschouwers: 50.753 Scheidsrechter: Björn Kuipers (NED) |
| 7 september EK-kwalificatie Groep D № 739 «onderlinge duels» 20:45 uur | Mats Hummels 28' (e.d.) James McArthur 43' |       | 18' Thomas Müller 34' Thomas Müller 54' İlkay Gündoğan | Hampden Park, Glasgow Toeschouwers: 50.753 Scheidsrechter: Björn Kuipers (NED) |

|                                                                      |                                      |       |                                                |                                                                                |
| 8 oktober EK-kwalificatie Groep D № 740 «onderlinge duels» 20:45 uur | Schotland                            | 2 – 2 | Polen                                          | Hampden Park, Glasgow Toeschouwers: 49.359 Scheidsrechter: Viktor Kassai (HUN) |
| 8 oktober EK-kwalificatie Groep D № 740 «onderlinge duels» 20:45 uur | Matt Ritchie 45' Steven Fletcher 62' |       | 3' Robert Lewandowski 90+4' Robert Lewandowski | Hampden Park, Glasgow Toeschouwers: 49.359 Scheidsrechter: Viktor Kassai (HUN) |

|                                                                       |           | |           |                                                                                     |
| 11 oktober EK-kwalificatie Groep D № 741 «onderlinge duels» 20:45 uur | Gibraltar | 0 – 6 | Schotland | Estádio Algarve, Loulé Toeschouwers: 12.401 Scheidsrechter: Aleksej Koelbakov (BLR) |
| 11 oktober EK-kwalificatie Groep D № 741 «onderlinge duels» 20:45 uur |           | 24' Chris Martin 39' Shaun Maloney 52' Steven Fletcher 56' Steven Fletcher 85' Darren Fletcher 90+1' Steven Naismith |           | Estádio Algarve, Loulé Toeschouwers: 12.401 Scheidsrechter: Aleksej Koelbakov (BLR) |

### 2016
|                                                     |          |                 |           |                                                                                  |
| 24 maart Vriendschappelijk № 742 «onderlinge duels» | Tsjechië | 0 – 1           | Schotland | Generali Arena, Praag Toeschouwers: 14.580 Scheidsrechter: Paul McLaughlin (IRL) |
| 24 maart Vriendschappelijk № 742 «onderlinge duels» |          | 10' Ikechi Anya |           | Generali Arena, Praag Toeschouwers: 14.580 Scheidsrechter: Paul McLaughlin (IRL) |

|                                                     |                 |       |            |                                                                                    |
| 29 maart Vriendschappelijk № 743 «onderlinge duels» | Schotland       | 1 – 0 | Denemarken | Hampden Park, Glasgow Toeschouwers: 18.385 Scheidsrechter: Svein Oddvar Moen (NOR) |
| 29 maart Vriendschappelijk № 743 «onderlinge duels» | Matt Ritchie 8' |       |            | Hampden Park, Glasgow Toeschouwers: 18.385 Scheidsrechter: Svein Oddvar Moen (NOR) |

|                                                             |                    |       |           |                                                                               |
| 29 mei Vriendschappelijk № 744 «onderlinge duels» 20:45 uur | Italië             | 1 – 0 | Schotland | Ta' Qalistadion, Ta' Qali Toeschouwers: 8.000 Scheidsrechter: Sant Alan (MLT) |
| 29 mei Vriendschappelijk № 744 «onderlinge duels» 20:45 uur | Graziano Pellè 57' |       |           | Ta' Qalistadion, Ta' Qali Toeschouwers: 8.000 Scheidsrechter: Sant Alan (MLT) |

|                                                   |                                                            |       |           |                                                                                              |
| 4 juni Vriendschappelijk № 745 «onderlinge duels» | Frankrijk                                                  | 3 – 0 | Schotland | Stade Saint-Symphorien, Metz Toeschouwers: 25.057 Scheidsrechter: Sébastien Delferière (BEL) |
| 4 juni Vriendschappelijk № 745 «onderlinge duels» | Olivier Giroud 8' Olivier Giroud 35' Laurent Koscielny 39' |       |           | Stade Saint-Symphorien, Metz Toeschouwers: 25.057 Scheidsrechter: Sébastien Delferière (BEL) |

|                                                                        |                    |       | |                                                                                       |
| 4 september WK-kwalificatie Groep F № 746 «onderlinge duels» 20:45 uur | Malta              | 1 – 5 | Schotland                                                                                                 | Ta' Qalistadion, Ta' Qali Toeschouwers: 15.609 Scheidsrechter: Jevhen Aranovsky (UKR) |
| 4 september WK-kwalificatie Groep F № 746 «onderlinge duels» 20:45 uur | Alfred Effiong 13' |       | 9' Robert Snodgrass 53' Chris Martin 61' (pen.) Robert Snodgrass 78' Steven Fletcher 84' Robert Snodgrass | Ta' Qalistadion, Ta' Qali Toeschouwers: 15.609 Scheidsrechter: Jevhen Aranovsky (UKR) |

|                                                                      |                    |       |                   |                                                                                 |
| 8 oktober WK-kwalificatie Groep F № 747 «onderlinge duels» 20:45 uur | Schotland          | 1 – 1 | Litouwen          | Hampden Park, Glasgow Toeschouwers: 35.966 Scheidsrechter: Tobias Stieler (GER) |
| 8 oktober WK-kwalificatie Groep F № 747 «onderlinge duels» 20:45 uur | James McArthur 89' |       | 9' Fiodor Černych | Hampden Park, Glasgow Toeschouwers: 35.966 Scheidsrechter: Tobias Stieler (GER) |

|                                                                       |                                              |       |           | |
| 11 oktober WK-kwalificatie Groep F № 748 «onderlinge duels» 20:45 uur | Slowakije                                    | 3 – 0 | Schotland | Štadión Antona Malatinského, Trnava Toeschouwers: 11.098 Scheidsrechter: Markus Strömbergsson (SWE) |
| 11 oktober WK-kwalificatie Groep F № 748 «onderlinge duels» 20:45 uur | Róbert Mak 18' Róbert Mak 56' Adam Nemec 68' |       |           | Štadión Antona Malatinského, Trnava Toeschouwers: 11.098 Scheidsrechter: Markus Strömbergsson (SWE) |

|                                                                        |                                                       |       |           |                                                                                 |
| 11 november WK-kwalificatie Groep F № 749 «onderlinge duels» 20:45 uur | Engeland                                              | 3 – 0 | Schotland | Wembley Stadium, Londen Toeschouwers: 87.258 Scheidsrechter: Cüneyt Çakır (TUR) |
| 11 november WK-kwalificatie Groep F № 749 «onderlinge duels» 20:45 uur | Daniel Sturridge 24' Adam Lallana 50' Gary Cahill 61' |       |           | Wembley Stadium, Londen Toeschouwers: 87.258 Scheidsrechter: Cüneyt Çakır (TUR) |

### 2017
|                                                               |                     |       |                 |                                                                               |
| 22 maart Vriendschappelijk № 750 «onderlinge duels» 20:45 uur | Schotland           | 1 – 1 | Canada          | Easter Road, Edinburgh Toeschouwers: 9.158 Scheidsrechter: Jakob Kehlet (DEN) |
| 22 maart Vriendschappelijk № 750 «onderlinge duels» 20:45 uur | Steven Naismith 35' |       | 11' Fraser Aird | Easter Road, Edinburgh Toeschouwers: 9.158 Scheidsrechter: Jakob Kehlet (DEN) |

|                                                                     |                  |       |          |                                                                                |
| 26 maart WK-kwalificatie Groep C № 751 «onderlinge duels» 20:45 uur | Schotland        | 1 – 0 | Slovenië | Hampden Park, Glasgow Toeschouwers: 30.000 Scheidsrechter: Björn Kuipers (NED) |
| 26 maart WK-kwalificatie Groep C № 751 «onderlinge duels» 20:45 uur | Chris Martin 88' |       |          | Hampden Park, Glasgow Toeschouwers: 30.000 Scheidsrechter: Björn Kuipers (NED) |

|                                                                    |                                         |       |                                              |                                                                                    |
| 10 juni WK-kwalificatie Groep C № 752 «onderlinge duels» 20:45 uur | Schotland                               | 2 – 2 | Engeland                                     | Hampden Park, Glasgow Toeschouwers: 48.540 Scheidsrechter: Paolo Tagliavento (ITA) |
| 10 juni WK-kwalificatie Groep C № 752 «onderlinge duels» 20:45 uur | Leigh Griffiths 87' Leigh Griffiths 90' |       | 70' Alex Oxlade-Chamberlain 90+3' Harry Kane | Hampden Park, Glasgow Toeschouwers: 48.540 Scheidsrechter: Paolo Tagliavento (ITA) |

|                                                                        |          |                                                              |           |                                                                                        |
| 1 september WK-kwalificatie Groep C № 753 «onderlinge duels» 20:45 uur | Litouwen | 0 – 3                                                        | Schotland | LFF-stadion, Vilnius Toeschouwers: 5.067 Scheidsrechter: Carlos del Cerro Grande (ESP) |
| 1 september WK-kwalificatie Groep C № 753 «onderlinge duels» 20:45 uur |          | 25' Stuart Armstrong 30' Andrew Robertson 72' James McArthur |           | LFF-stadion, Vilnius Toeschouwers: 5.067 Scheidsrechter: Carlos del Cerro Grande (ESP) |

|                                                                        |                                         |       |       |                                                                               |
| 4 september WK-kwalificatie Groep C № 754 «onderlinge duels» 20:45 uur | Schotland                               | 2 – 0 | Malta | Hampden Park, Glasgow Toeschouwers: 26.371 Scheidsrechter: Jakob Kehlet (DEN) |
| 4 september WK-kwalificatie Groep C № 754 «onderlinge duels» 20:45 uur | Christophe Berra 9' Leigh Griffiths 49' |       |       | Hampden Park, Glasgow Toeschouwers: 26.371 Scheidsrechter: Jakob Kehlet (DEN) |

|                                                                      |                          |       |           |                                                                                |
| 5 oktober WK-kwalificatie Groep C № 755 «onderlinge duels» 20:45 uur | Schotland                | 1 – 0 | Slowakije | Hampden Park, Glasgow Toeschouwers: 46.733 Scheidsrechter: Milorad Mažić (SRB) |
| 5 oktober WK-kwalificatie Groep C № 755 «onderlinge duels» 20:45 uur | Martin Škrtel 89' (e.d.) |       |           | Hampden Park, Glasgow Toeschouwers: 46.733 Scheidsrechter: Milorad Mažić (SRB) |

|                                                                      |                                   |       |                                          |                                                                                     |
| 8 oktober WK-kwalificatie Groep F № 756 «onderlinge duels» 18:00 uur | Slovenië                          | 2 – 2 | Schotland                                | Stožicestadion, Ljubljana Toeschouwers: 11.123 Scheidsrechter: Jonas Eriksson (SWE) |
| 8 oktober WK-kwalificatie Groep F № 756 «onderlinge duels» 18:00 uur | Roman Bezjak 52' Roman Bezjak 72' |       | 32' Leigh Griffiths 88' Robert Snodgrass | Stožicestadion, Ljubljana Toeschouwers: 11.123 Scheidsrechter: Jonas Eriksson (SWE) |

|                                                                 |           |                   |           |                                                                                     |
| 9 november Vriendschappelijk № 757 «onderlinge duels» 20:45 uur | Schotland | 0 – 1             | Nederland | Pittodrie Stadium, Aberdeen Toeschouwers: 17.833 Scheidsrechter: Ruddy Buquet (FRA) |
| 9 november Vriendschappelijk № 757 «onderlinge duels» 20:45 uur |           | 40' Memphis Depay |           | Pittodrie Stadium, Aberdeen Toeschouwers: 17.833 Scheidsrechter: Ruddy Buquet (FRA) |

### 2018
|                                                               |           |                 |            |                                                                                 |
| 23 maart Vriendschappelijk № 758 «onderlinge duels» 20:45 uur | Schotland | 0 – 1           | Costa Rica | Hampden Park, Glasgow Toeschouwers: 20.488 Scheidsrechter: Tobias Stieler (GER) |
| 23 maart Vriendschappelijk № 758 «onderlinge duels» 20:45 uur |           | 14' Marco Ureña |            | Hampden Park, Glasgow Toeschouwers: 20.488 Scheidsrechter: Tobias Stieler (GER) |

|                                                               |           |                   |           |                                                                                    |
| 27 maart Vriendschappelijk № 759 «onderlinge duels» 20:00 uur | Hongarije | 0 – 1             | Schotland | Groupama Arena, Boedapest Toeschouwers: 8.492 Scheidsrechter: Harald Lechner (AUT) |
| 27 maart Vriendschappelijk № 759 «onderlinge duels» 20:00 uur |           | 48' Matt Phillips |           | Groupama Arena, Boedapest Toeschouwers: 8.492 Scheidsrechter: Harald Lechner (AUT) |

|                                                             |                                                 |       |           |                                                                                     |
| 29 mei Vriendschappelijk № 760 «onderlinge duels» 20:00 uur | Peru                                            | 2 – 0 | Schotland | Estadio Nacional, Lima Toeschouwers: 40.000 Scheidsrechter: Fernando Guerrero (MEX) |
| 29 mei Vriendschappelijk № 760 «onderlinge duels» 20:00 uur | Christian Cueva 37' (pen.) Jefferson Farfán 47' |       |           | Estadio Nacional, Lima Toeschouwers: 40.000 Scheidsrechter: Fernando Guerrero (MEX) |

|                                                             |                        |       |           |                                                                                          |
| 2 juni Vriendschappelijk № 761 «onderlinge duels» 21:00 uur | Mexico                 | 1 – 0 | Schotland | Estadio Azteca, Mexico-Stad Toeschouwers: 70.993 Scheidsrechter: Julian Weinberger (AUT) |
| 2 juni Vriendschappelijk № 761 «onderlinge duels» 21:00 uur | Giovani dos Santos 13' |       |           | Estadio Azteca, Mexico-Stad Toeschouwers: 70.993 Scheidsrechter: Julian Weinberger (AUT) |

|                                                                  |           |                                                                           |        |                                                                             |
| 7 september Vriendschappelijk № 762 «onderlinge duels» 18:45 uur | Schotland | 0 – 4                                                                     | België | Hampden Park, Glasgow Toeschouwers: 20.196 Scheidsrechter: Luca Banti (ITA) |
| 7 september Vriendschappelijk № 762 «onderlinge duels» 18:45 uur |           | 28' Romelu Lukaku 46' Eden Hazard 52' Michy Batshuayi 60' Michy Batshuayi |        | Hampden Park, Glasgow Toeschouwers: 20.196 Scheidsrechter: Luca Banti (ITA) |

|                                                                              |                                               |       |         |                                                                            |
| 10 september UEFA Nations League Groep C1 № 763 «onderlinge duels» 20:45 uur | Schotland                                     | 2 – 0 | Albanië | Hampden Park, Glasgow Toeschouwers: 17.455 Scheidsrechter: Matej Jug (SLO) |
| 10 september UEFA Nations League Groep C1 № 763 «onderlinge duels» 20:45 uur | Berat Djimsiti 47' (e.d.) Steven Naismith 68' |       |         | Hampden Park, Glasgow Toeschouwers: 17.455 Scheidsrechter: Matej Jug (SLO) |

|                                                                            |                                          |       |                            |                                                                                       |
| 11 oktober UEFA Nations League Groep C1 № 764 «onderlinge duels» 20:45 uur | Israël                                   | 2 – 1 | Schotland                  | Turnerstadion, Beër Sjeva Toeschouwers: 10.234 Scheidsrechter: Daniel Stefański (POL) |
| 11 oktober UEFA Nations League Groep C1 № 764 «onderlinge duels» 20:45 uur | Dor Peretz 52' Kieran Tierney 74' (e.d.) |       | 25' (pen.) Charlie Mulgrew | Turnerstadion, Beër Sjeva Toeschouwers: 10.234 Scheidsrechter: Daniel Stefański (POL) |

|                                                                 |                       |       |                                     |                                                                               |
| 14 oktober Vriendschappelijk № 765 «onderlinge duels» 18:00 uur | Schotland             | 1 – 3 | Portugal                            | Hampden Park, Glasgow Toeschouwers: 19.684 Scheidsrechter: Ruddy Buquet (FRA) |
| 14 oktober Vriendschappelijk № 765 «onderlinge duels» 18:00 uur | Steven Naismith 90+3' |       | 43' Hélder Costa 74' Éder 84' Bruma | Hampden Park, Glasgow Toeschouwers: 19.684 Scheidsrechter: Ruddy Buquet (FRA) |

|                                                                             |         |                                                                                  |           |                                                                                            |
| 17 november UEFA Nations League Groep C1 № 766 «onderlinge duels» 20:45 uur | Albanië | 0 – 4                                                                            | Schotland | Loro Boriçistadion, Shkodër Toeschouwers: 8.632 Scheidsrechter: Vladislav Bezborodov (RUS) |
| 17 november UEFA Nations League Groep C1 № 766 «onderlinge duels» 20:45 uur |         | 14' Ryan Fraser 45+2' (pen.) Steven Fletcher 55' James Forrest 67' James Forrest |           | Loro Boriçistadion, Shkodër Toeschouwers: 8.632 Scheidsrechter: Vladislav Bezborodov (RUS) |

|                                                                             |                                                       |       |                                |                                                                              |
| 20 november UEFA Nations League Groep C1 № 767 «onderlinge duels» 20:45 uur | Schotland                                             | 3 – 2 | Israël                         | Hampden Park, Glasgow Toeschouwers: 21.281 Scheidsrechter: Tobias Welz (GER) |
| 20 november UEFA Nations League Groep C1 № 767 «onderlinge duels» 20:45 uur | James Forrest 34' James Forrest 43' James Forrest 64' |       | 9' Beram Kayal 75' Eran Zahavi | Hampden Park, Glasgow Toeschouwers: 21.281 Scheidsrechter: Tobias Welz (GER) |

### 2019
|                                                                     |                                                                 |       |           |                                                                                 |
| 21 maart EK-kwalificatie Groep I № 768 «onderlinge duels» 18:00 uur | Kazachstan                                                      | 3 – 0 | Schotland | Astana Arena, Astana Toeschouwers: 27.641 Scheidsrechter: Srđan Jovanović (SRB) |
| 21 maart EK-kwalificatie Groep I № 768 «onderlinge duels» 18:00 uur | Joeri Pertsoech 6' Jan Vorogovski 10' Baktijar Zainoetdinov 51' |       |           | Astana Arena, Astana Toeschouwers: 27.641 Scheidsrechter: Srđan Jovanović (SRB) |

|                                                                     |            |                                    |           |                                                                                             |
| 24 maart EK-kwalificatie Groep I № 769 «onderlinge duels» 18:00 uur | San Marino | 0 – 2                              | Schotland | Stadio Olimpico, Serravalle Toeschouwers: 4.077 Scheidsrechter: Manuel Schüttengruber (AUT) |
| 24 maart EK-kwalificatie Groep I № 769 «onderlinge duels» 18:00 uur |            | 4' Kenny McLean 74' Johnny Russell |           | Stadio Olimpico, Serravalle Toeschouwers: 4.077 Scheidsrechter: Manuel Schüttengruber (AUT) |

|                                                                   |                                     |       |                       |                                                                                    |
| 8 juni EK-kwalificatie Groep I № 770 «onderlinge duels» 20:45 uur | Schotland                           | 2 – 1 | Cyprus                | Hampden Park, Glasgow Toeschouwers: 31.277 Scheidsrechter: Ola Hobber Nilsen (NOR) |
| 8 juni EK-kwalificatie Groep I № 770 «onderlinge duels» 20:45 uur | Andy Robertson 61' Oliver Burke 89' |       | 87' Giannis Kousoulos | Hampden Park, Glasgow Toeschouwers: 31.277 Scheidsrechter: Ola Hobber Nilsen (NOR) |

|                                                                    |                                                             |       |           |                                                                                            |
| 11 juni EK-kwalificatie Groep I № 771 «onderlinge duels» 20:45 uur | België                                                      | 3 – 0 | Schotland | Koning Boudewijnstadion, Brussel Toeschouwers: 32.482 Scheidsrechter: Petr Ardeleánu (CZE) |
| 11 juni EK-kwalificatie Groep I № 771 «onderlinge duels» 20:45 uur | Romelu Lukaku 45+1' Romelu Lukaku 57' Kevin De Bruyne 90+2' |       |           | Koning Boudewijnstadion, Brussel Toeschouwers: 32.482 Scheidsrechter: Petr Ardeleánu (CZE) |

|                                                                        |                 |       |                                                 |                                                                                          |
| 6 september EK-kwalificatie Groep I № 772 «onderlinge duels» 20:45 uur | Schotland       | 1 – 2 | Rusland                                         | Hampden Park, Glasgow Toeschouwers: 32.432 Scheidsrechter: Anastasios Sidiropoulos (GRE) |
| 6 september EK-kwalificatie Groep I № 772 «onderlinge duels» 20:45 uur | John McGinn 11' |       | 40' Artjom Dzjoeba 59' (e.d.) Stephen O'Donnell | Hampden Park, Glasgow Toeschouwers: 32.432 Scheidsrechter: Anastasios Sidiropoulos (GRE) |

|                                                                        |           |                                                                                 |        |                                                                            |
| 9 september EK-kwalificatie Groep I № 773 «onderlinge duels» 20:45 uur | Schotland | 0 – 4                                                                           | België | Hampden Park, Glasgow Toeschouwers: 25.524 Scheidsrechter: Paweł Gil (POL) |
| 9 september EK-kwalificatie Groep I № 773 «onderlinge duels» 20:45 uur |           | 9' Romelu Lukaku 24' Thomas Vermaelen 32' Toby Alderweireld 82' Kevin De Bruyne |        | Hampden Park, Glasgow Toeschouwers: 25.524 Scheidsrechter: Paweł Gil (POL) |

|                                                                       |                                                                                 |       |           |                                                                                             |
| 10 oktober EK-kwalificatie Groep I № 774 «onderlinge duels» 20:45 uur | Rusland                                                                         | 4 – 0 | Schotland | Olympisch Stadion Loezjniki, Moskou Toeschouwers: 31.818 Scheidsrechter: Jakob Kehlet (DEN) |
| 10 oktober EK-kwalificatie Groep I № 774 «onderlinge duels» 20:45 uur | Artjom Dzjoeba 57' Magomed Ozdojev 60' Artjom Dzjoeba 70' Aleksandr Golovin 84' |       |           | Olympisch Stadion Loezjniki, Moskou Toeschouwers: 31.818 Scheidsrechter: Jakob Kehlet (DEN) |

|                                                                       | |       |            |                                                                                 |
| 13 oktober EK-kwalificatie Groep I № 775 «onderlinge duels» 18:00 uur | Schotland | 6 – 0 | San Marino | Hampden Park, Glasgow Toeschouwers: 20.699 Scheidsrechter: Jérôme Brisard (FRA) |
| 13 oktober EK-kwalificatie Groep I № 775 «onderlinge duels» 18:00 uur | John McGinn 12' John McGinn 27' John McGinn 45+1' Lawrence Shankland 65' Stuart Findlay 67' Stuart Armstrong 86' |       |            | Hampden Park, Glasgow Toeschouwers: 20.699 Scheidsrechter: Jérôme Brisard (FRA) |

|                                                                        |                    |       |                                   |                                                                               |
| 16 november EK-kwalificatie Groep I № 776 «onderlinge duels» 15:00 uur | Cyprus             | 1 – 2 | Schotland                         | GSP-stadion, Nicosia Toeschouwers: 7.595 Scheidsrechter: Harald Lechner (AUT) |
| 16 november EK-kwalificatie Groep I № 776 «onderlinge duels» 15:00 uur | Georgios Efrem 47' |       | 12' Ryan Christie 53' John McGinn | GSP-stadion, Nicosia Toeschouwers: 7.595 Scheidsrechter: Harald Lechner (AUT) |

|                                                                        |                                                       |       |                          |                                                                              |
| 19 november EK-kwalificatie Groep I № 777 «onderlinge duels» 20:45 uur | Schotland                                             | 3 – 1 | Kazachstan               | Hampden Park, Glasgow Toeschouwers: 19.515 Scheidsrechter: Bas Nijhuis (SCO) |
| 19 november EK-kwalificatie Groep I № 777 «onderlinge duels» 20:45 uur | John McGinn 48' Steven Naismith 64' John McGinn 90+1' |       | 34' Baktijar Zainutdinov | Hampden Park, Glasgow Toeschouwers: 19.515 Scheidsrechter: Bas Nijhuis (SCO) |

SFA · A-internationals · Selecties · Bondscoaches · Statistieken · Schots vrouwenelftal · Brits olympisch elftal · Schotland U21 · Schotland U20 · Schotland U19 · Schotland U18 · Schotland U17 · Schotland U16 · Vrouwen U17
1872 – 1899 ·
1900 – 1919 ·
1920 – 1929 ·
1930 – 1939 ·
1940 – 1949 ·
1950 – 1959 ·
1960 – 1969 ·
1970 – 1979 ·
1980 – 1989 ·
1990 – 1999 ·
2000 – 2009 ·
2010 – 2019 ·
2020 − 2029
EK's: 1992 ·
1996 ·
2020 ·
2024
WK's: 1954 ·
1958 ·
1974 ·
1978 ·
1982 ·
1986 ·
1990 ·
1998
1872 ·
1873 ·
1874 ·
1875 ·
1876 ·
1877 ·
1878 ·
1878 ·
1879 ·
1880 ·
1881 ·
1882 ·
1883 ·
1884 ·
1885 ·
1886 ·
1887 ·
1888 ·
1889 ·
1890 ·
1891 ·
1892 ·
1893 ·
1894 ·
1895 ·
1896 ·
1897 ·
1898 ·
1899 ·
1900 ·
1901 ·
1902 ·
1903 ·
1904 ·
1905 ·
1906 ·
1907 ·
1908 ·
1909 ·
1910 ·
1911 ·
1912 ·
1913 ·
1914 ·
1915–1919 ·
1920 ·
1921 ·
1922 ·
1923 ·
1924 ·
1925 ·
1926 ·
1927 ·
1928 ·
1929 ·
1930 ·
1931 ·
1932 ·
1933 ·
1934 ·
1935 ·
1936 ·
1937 ·
1938 ·
1939 ·
1940–1945 ·
1946 ·
1947 ·
1948 ·
1949 ·
1950 ·
1951 ·
1952 ·
1953 ·
1954 ·
1955 ·
1956 ·
1957 ·
1958 ·
1959 ·
1960 ·
1960 ·
1961 ·
1962 ·
1963 ·
1964 ·
1965 ·
1966 ·
1967 ·
1968 ·
1969 ·
1970 ·
1971 ·
1972 ·
1973 ·
1974 ·
1975 ·
1976 ·
1977 ·
1978 ·
1979 ·
1980 ·
1981 ·
1982 ·
1983 ·
1984 ·
1985 ·
1986 ·
1987 ·
1988 ·
1989 ·
1990 ·
1991 ·
1992 ·
1993 ·
1994 ·
1995 ·
1996 ·
1997 ·
1998 ·
1999 ·
2000 ·
2001 ·
2002 ·
2003 ·
2004 ·
2005 ·
2006 ·
2007 ·
2008 ·
2009 ·
2010 ·
2011 ·
2012 ·
2013 ·
2014 · 
2015 · 
2016 · 
2017 ·
2018 ·
2019 ·
2020 ·
2021 ·
2022
Albanië ·
Argentinië · 
Armenië ·
Australië ·
België ·
Bosnië en Herzegovina ·
Brazilië ·
Bulgarije ·
Canada ·
Chili ·
Colombia ·
Congo-Kinshasa ·
Costa Rica ·
Cyprus ·
DDR ·
Denemarken ·
Duitsland ·
Ecuador ·
Egypte ·
Engeland ·
Estland ·
Faeröer ·
Finland ·
Frankrijk ·
Georgië ·
Gibraltar · 
GOS ·
Griekenland ·
Hongarije ·
Ierland ·
IJsland ·
Iran ·
Israël ·
Italië ·
Japan ·
Joegoslavië ·
Kazachstan ·
Kroatië ·
Letland ·
Liechtenstein ·
Litouwen ·
Luxemburg ·
Malta ·
Marokko ·
Mexico ·
Moldavië ·
Nederland ·
Nieuw-Zeeland ·
Nigeria · 
Noord-Ierland ·
Noord-Macedonië ·
Noorwegen ·
Oekraïne ·
Oostenrijk ·
Paraguay ·
Peru ·
Polen ·
Portugal ·
Qatar ·
Roemenië ·
Rusland ·
San Marino ·
Saoedi-Arabië ·
Servië ·
Slovenië ·
Slowakije · 
Sovjet-Unie ·
Spanje ·
Trinidad en Tobago · 
Tsjechië ·
Tsjecho-Slowakije ·
Turkije · 
Uruguay ·
Verenigde Staten ·
Wales ·
Wit-Rusland ·
Zuid-Afrika ·
Zuid-Korea ·
Zweden ·
Zwitserland
Engeland (2021) · 
Kroatië (2021) · 
Nieuw-Zeeland (1982) · 
Tsjechië (2021)
AFC-zone: Afghanistan · Australië · Bahrein · Bangladesh · Bhutan · Brunei · Cambodja · China · Chinees Taipei · Filipijnen · Guam · Hongkong · India · Indonesië · Iran · Irak · Japan · Jemen · Jordanië · Koeweit · Kirgizië · Laos · Libanon · Macau · Maleisië · Maldiven · Mongolië · Myanmar · Nepal · Noord-Korea · Oezbekistan · Oman · Oost-Timor · Pakistan · Palestina · Qatar · Saoedi-Arabië · Singapore · Sri Lanka · Syrië · Tadjikistan · Thailand · Turkmenistan · Verenigde Arabische Emiraten · Vietnam · Zuid-Korea

CAF-zone: Algerije · Angola · Benin · Botswana · Burkina Faso · Burundi · Centraal-Afrikaanse Republiek · Comoren · Congo-Brazzaville · Congo-Kinshasa · Djibouti · Egypte · Equatoriaal-Guinea · Eritrea · Ethiopië · Gabon · Gambia · Ghana · Guinee · Guinee-Bissau · Ivoorkust · Kaapverdië · Kameroen · Kenia · Lesotho · Liberia · Libië · Madagaskar · Malawi · Mali · Mauritanië · Mauritius · Marokko · Mozambique · Namibië · Niger · Nigeria · Oeganda · Rwanda · Sao Tomé en Principe · Senegal · Seychellen · Sierra Leone · Soedan · Somalië · Swaziland · Tanzania · Togo · Tsjaad · Tunesië · Zambia · Zimbabwe · Zuid-Afrika · Zuid-Soedan 

CONCACAF-zone: Amerikaanse Maagdeneilanden · Anguilla · Antigua en Barbuda · Aruba · Bahama's · Barbados · Belize · Bermuda · Britse Maagdeneilanden · Canada · Kaaimaneilanden · Costa Rica · Cuba · Curaçao · Dominica · Dominicaanse Republiek · El Salvador · Frans Guyana · Grenada · Guadeloupe · Guatemala · Guyana · Haïti · Honduras · Jamaica · Martinique · Mexico · Montserrat · 
Nicaragua · Panama · Puerto Rico · Saint Kitts en Nevis · Saint Lucia · Saint Vincent en de Grenadines · Sint Maarten · Suriname · Trinidad en Tobago · Turks- en Caicoseilanden · Verenigde Staten

CONMEBOL-zone: Argentinië · Bolivia · Brazilië · Chili · Colombia · Ecuador · Paraguay · Peru · Uruguay · Venezuela

OFC-zone: Amerikaans-Samoa · Cookeilanden · Fiji · Nieuw-Caledonië · Nieuw-Zeeland · Papoea-Nieuw-Guinea · Samoa · Salomoneilanden · Tahiti · Tonga · Vanuatu

UEFA-zone: Albanië · Andorra · Armenië · Azerbeidzjan · België · Bosnië en Herzegovina · Bulgarije · Cyprus · Denemarken · Duitsland · Engeland · Estland · Faeröer · Finland · Frankrijk · Georgië · Gibraltar · Griekenland · Hongarije · IJsland · Ierland · Israël · Italië · Kazachstan · Kosovo · Kroatië · Letland · Liechtenstein · Litouwen · Luxemburg · Macedonië · Malta · Moldavië · Montenegro · Nederland · Noord-Ierland · Noorwegen · Oekraïne · Oostenrijk · Polen · Portugal · Roemenië · Rusland · San Marino · Schotland · Servië · Slovenië · Slowakije · Spanje · Tsjechië · Turkije · Wales · Wit-Rusland · Zweden · Zwitserland